# جک رینالدز
جک رینالدز (به انگلیسی: Jack Reynolds) بازیکن فوتبال زادهٔ ۲۱ فوریه ۱۸۶۹ اهل کشور انگلستان بود که سابقهٔ بازی در تیم ملی فوتبال انگلستان را در کارنامهٔ خود دارد. وی در تاریخ ۲ آوریل ۱۸۹۲ نخستین بازی ملی خود را در مقابل تیم ملی فوتبال اسکاتلند انجام داد و با حضور در ۸ بازی ملی، در تاریخ ۳ آوریل ۱۸۹۷ واپسین بازی ملی‌اش را در برابر تیم ملی فوتبال اسکاتلند برگزار کرد.
این بازیکن توانسته در بازی‌های ملی، ۳ گل به ثمر برساند.